# Affaire Malik Oussekine
L'affaire Malik Oussekine est la conséquence de violence policière française ayant provoqué la mort de Malik Oussekine, dans la nuit du 5 au 6 décembre 1986 à Paris, dans le cadre de contestations étudiantes contre le projet de réforme universitaire Devaquet.
Dès le lendemain de la mort du jeune homme, les étudiants sont reçus au ministère de l'Intérieur et organisent une marche silencieuse, tandis que le ministre délégué Alain Devaquet présente sa démission.
Deux jours après, le projet de loi Devaquet est retiré. Quatre jours après, le mercredi 10 décembre, d'autres marches silencieuses ont lieu partout en France, les syndicats de salariés appelant à s'y rendre et amenant leurs services d'ordre.
Deux des trois policiers qui ont frappé mortellement Malik Oussekine sont ensuite jugés et condamnés, mais sans peine de prison ferme, et sanctionnés professionnellement.

## La victime
Né le 16 octobre 1964, Malik Oussekine, étudiant à l'École supérieure des professions immobilières (ESPI), a 22 ans à sa mort.
Sa sœur Sarah ainsi que le prêtre jésuite Bertrand Desjobert, aumônier des étudiants dans le dix-septième arrondissement avec qui Malik était en contact dans le cadre de sa vocation religieuse, révèlent plus tard les démarches réalisées par Malik Oussekine, qui « avait toujours sa Bible sur lui », pour devenir prêtre catholique,. Sarah Oussekine travaille dans le tourisme et s'investit dans la Maison des Femmes de Paris avant de fonder en 1995 une association féministe dans sa commune de résidence, à Saint-Denis, Voix d'elles rebelles.
En 1978, Malik Oussekine perd son père, Miloud Oussekine, combattant dans les troupes françaises durant la Seconde Guerre mondiale retourné en Algérie pour s'y marier puis revenu en France pour y travailler. Sa femme Aïcha le rejoint en Lorraine en 1953. La famille s'installe ensuite à Meudon-la-Forêt.
Dernier-né, Malik Oussekine, possesseur d'une carte de l'association sportive de l'Université de Dauphine, surmonte ses problèmes de santé en pratiquant de nombreux sports. Sous dialyse en janvier 1986, il s'entraîne trois fois par semaine au basket-ball à Boulogne-Billancourt.
Malik Oussekine est enterré au cimetière du Père-Lachaise à Paris (division 75) le 10 décembre 1986.

## Le contexte

### Le service d'ordre étudiant en difficulté

#### Les points faibles détectés par la commission d'enquête parlementaire
La commission d'enquête parlementaire sur les événements de novembre et décembre 1986 a souligné les incidents qui ont entaché la fin de la dernière manifestation organisée avant le décès de Malik Oussekine, le 4 décembre sur l'esplanade des Invalides et dénoncé le retard des télévisions à les identifier et les signaler. À 19 h 37 cependant, une dépêche de l'Agence France-Presse signale que « des incidents sporadiques se poursuivent depuis 18 h 45 au quai d'Orsay ou 2 à 3 000 manifestants tentent de franchir un important barrage de gendarmes mobiles qui interdisent l'accès à l'Assemblée nationale ». Une autre, de l'Associated Press, à 20 h 20 rapporte que « des projectiles ont été lancés contre les CRS » mais cite des membres du service d'ordre des étudiants selon lesquels « il s'agit en fait d'une cinquantaine d'agitateurs », témoignant d'une sous-estimation du danger.
Le service d'ordre étudiant, dirigé par Alain Bauer, alors étudiant, en corrélation étroite avec les forces policières déployées (échanges téléphoniques constants, prêt de matériel de transmission, propositions d'entraide) qui a déployé trois cordons cumulés pour isoler les CRS des manifestants du côté du pont Alexandre-III, paraît ainsi débordé du côté du quai d'Orsay, ou même noyauté par des éléments violents.

#### Le stress causé par les assauts du Gud des26et27 novembre
Le service d'ordre étudiant a dû élargir son recrutement pendant la semaine précédant la manifestation du 4 décembre. Dès le 26 novembre, une trentaine de militants d'extrême droite du Groupe union défense (GUD), avaient attaqué une assemblée générale à Jussieu qui préparait la manifestation étudiante du lendemain contre le projet de loi Devaquet. Elle est visée, boulevard Saint-Germain, par une nouvelle attaque d'une centaine de militants du GUD, vers 14 h 30, armés de barres de fer et casqués, à coups de cocktails Molotov.
La veille de la manifestation du 4 décembre, le GUD attaque cette fois la Sorbonne.
En réaction, un service d'ordre étudiant réunit plusieurs centaines de « T-shirts blancs », eux aussi armés de battes de baseball, qui se veut mobile et intègre aussi des éléments violents qui leur échappent en fin de manifestation.

#### Les tensions sur l'Esplanade des Invalides
Dans l'édition du 6 décembre-7 décembre du quotidien Le Matin, Philippe Broussard et Jean-Marie Anciant citent un membre du service d'ordre affirmant qu'il « essayait d'en désarmer certains, mais ils se réfugiaient » chez les policiers, ainsi qu'un commandant de CRS dénonçant « des fautes commises par le service d'ordre des étudiants », en particulier le fait de s'être interposés « trop tard ».
L'UNEF-ID avait installé une énorme sono avec un podium, accréditant la rumeur d'un prochain concert de Renaud et Bernard Lavilliers, reprise par Antenne 2, mais qui n'aura jamais lieu. Dès 19 h, le journal de France Inter diffusé en direct sur la sono fait état de pavés lancés sur les CRS, mais le président de l'UNEF-ID, Philippe Darriulat, juché sur un podium, sous-estime l'incident, demandant aux manifestants de ne pas « tomber dans la provocation de Pasqua » et d'attendre le retour de la délégation de la coordination étudiante reçue par René Monory. À 20 h, son porte-parole David Assouline dénonce au micro l'échec de la rencontre, qui n'a duré qu'une demi-heure, après avoir boudé la conférence de presse prévue au ministère. À 20 h 35, on entend du podium les premiers tirs de bombes lacrymogènes. « Calmez-vous, ce n'est rien... » hurle la sono .

### Les polémiques sur les non-grévistes et Dauphine
Au cours de la semaine qui a précédé le décès de Malik Oussekine, les polémiques ne concernent plus le projet de loi Devaquet mais la légitimité du mouvement. Le bureau dont la coordination nationale s'est dotée pour la première fois le 2 décembre est accusé d'extrémisme par la presse de droite.
Le journal de 20 heures de TF1 du 1er décembre fait état de conflits entre grévistes et non grévistes à la Sorbonne et à Paris-XII en raison de piquets de grève. Le 2 décembre sur A2, un reportage souligne ces mêmes conflits et évoque la difficulté à faire le décompte entre étudiants grévistes et non grévistes dans chaque université. Un vote à bulletins secrets vient justement de commencer à Dauphine, l'une des universités parisiennes épargnées par la grève, comme l'ont souligné de nombreux médias qui en font l'éloge. Les résultats sont donnés dans le Soir 3 du 2 décembre par Brigitte Berlioz-Houin, administratrice provisoire de l'université, qui avait organisé les jours précédent un cours de droit comparé des lois Faure (1968), Savary (1984) et Devaquet (1986) devant un millier d'étudiants et conclu : « l'adoption du projet nous permettrait d'entrer dans la légalité » car Dauphine en effet sélectionne ses étudiants après le bac.
Le 20 heures d'Antenne 2 du 3 décembre relate aussi ce vote, qui a mobilisé 46 % des 5 201 étudiants inscrits sur deux questions : « êtes-vous favorable ou défavorable au projet de loi Devaquet ? » (53,2 % ont répondu « défavorable ») et « êtes-vous pour ou contre la grève ? » (60,8 % ont répondu « contre »), la première des deux réponses désarmant le gouvernement qui présentait Dauphine comme le soutenant.

### L'affluence aux manifestations et la dégradation du climat
Le climat entre étudiants et gouvernement se dégrade encore plus quand la polémique sur l'affluence aux manifestations culmine lors de celle du 4 décembre, qui défile jusqu'à 20 h 45 aux Invalides, après 8 km d'un parcours sinueux commencé depuis une place de la Bastille encore bondée un peu avant 17 h. Laurent Joffrin, éditorialiste de Libération voit dans la différence entre les chiffres officiels et ceux des organisateurs l'une des causes essentielles de « l'engrenage fatal » du 4 décembre. « Le vain mégotage du gouvernement » a « dressé les plus modérés contre lui » car « biaiser, minimiser, truquer les chiffres, ce n'était plus de jeu », écrit-il.
Les organisateurs revendiquent 500 000 manifestants à Paris le 27 novembre, soit cinq fois plus que les 92 000 de la police. Les chiffres officiels montent à 192 000 le 4 décembre contre un million pour les organisateurs, Le Monde comptant 500 000, tandis que Libération titre « 800 000 et la matraque au bout ». Invitée par les Renseignements généraux, la presse a rendu compte dans l'ensemble avec précision des méthodes de comptage des 18 fonctionnaires, placés à trois endroits différents du cortège, mais souvent pour relativiser leur efficacité. « Jamais on ne se sera autant compté sur le trajet d'une manif », constate Libération.

### La dispersion du 4 décembre et la journée du5 décembre
François Cornet, en direct de l'Esplanade des Invalides pour FR3 indique à 23 h 35 qu'elle a été vidée, les forces de l'ordre ayant chargé vers 22 h 30, après l'avoir arrosée de grenades lacrymogènes. Il y a une cinquantaine de policiers blessés, et trois graves chez les étudiants: l'un a une main arrachée, un autre subit une fracture du crâne, un troisième perd un œil. Des voitures flambent. Les derniers irréductibles se replient aux cris de « Tous au Quartier Latin » à la recherche d'une aire de refuge. Les manifestants fuient vers l'avenue de Breteuil, puis Montparnasse et Denfert-Rochereau. Le mot d'ordre de se rassembler à la Sorbonne est donné dans la nuit par des étudiants réunis à Jussieu, au retour des Invalides, puis colporté.
Le lendemain, de 10 h du matin à 14 h 30, de nombreuses assemblées générales se tiennent dans les universités et les lycées, note Libération du 6 décembre, pour qui « personne ne semble en mesure de maîtriser la situation. Et surtout pas les 14 » du bureau de la coordination « dispersés aux quatre vents ». Une partie du bureau se retrouve à la faculté de Tolbiac où devait se tenir une nouvelle coordination mais qui n'a « plus grand sens ». Elle se réunit finalement à 16 h à Jussieu. Philippe Darriulat propose, sans succès, la désignation d'un « médiateur » pour sortir de la crise. L'organisation du service d'ordre la veille fait l'objet de nombreuses critiques. À Jussieu, on lui reproche d'avoir été « débordé et de ne pas avoir suffisamment contrôlé le recrutement » et il est reconstitué « avec des personnes plus représentatives, à égalité, entre garçons et filles ». À Tolbiac, c'est la coordination et les syndicats qui sont pris à partie. L'AFP note que « l'extension du mouvement par un appel aux syndicats » de salariés « a été massivement rejetée ». La FEN annonce son intention de lancer une pétition tandis que la Fédération des conseils de parents d'élèves écrit à René Monory pour l'adjurer de « retirer un projet de loi que plus personne ne défend » en soulignant que son refus « portera la responsabilité des perturbations qu'il entraînera ».
Entre-temps, à la mi-journée, une manifestation sauvage, sans organisateurs, a quitté la Sorbonne pour un court périple sur la rive droite avant d'y revenir dans l'après-midi sans incidents. Des orateurs invitent par mégaphone à un sit-in, puis les portes de la Sorbonne sont enfoncées : une partie des 2 500 manifestants y pénètrent. L'amphithéâtre Richelieu est occupé puis peu à peu vidé. Vers 22 h, il n'y reste que moins de 400 personnes. Le recteur échoue au dialogue avec elles car les interlocuteurs changent sans cesse. Vers 22 heures 30, le recteur se dit prêt à signer la réquisition. Une CRS se tient en position d'attente aux alentours de la Sorbonne.

## Les faits, dans la nuit du5au6 décembre

### Intervention des voltigeurs après l'évacuation de la Sorbonne
Dans la nuit du 5 décembre au 6 décembre, les CRS reçoivent vers une heure du matin l'ordre d'évacuer les groupes d'étudiants qui dorment à l'intérieur de la Sorbonne. La CRS la libére après 20 minutes sans aucune résistance ; quelques occupants sortent même en levant les bras. Mais vers minuit, un autre ordre demande aux voltigeurs motocyclistes de faire des rondes pour rechercher de prétendus « casseurs » au Quartier latin.
Les voltigeurs sont remis en service par Robert Pandraud, ministre délégué à la Sécurité auprès du ministre de l'Intérieur, Charles Pasqua. Ce sont des policiers montés à deux sur une moto tout-terrain ; l'un conduit, l'autre est armé d'un « bidule », grande matraque de bois dur destinée à faire le vide au passage de la moto. Ils ont pour mission de « nettoyer » les rues après les manifestations en pourchassant les « casseurs ». Cette unité de police est dissoute à la suite de cette affaire.

### Les coups portés à la victime, selon les témoins oculaires
Vers minuit, trois voltigeurs prennent en chasse Malik Oussekine, qui vient de sortir du club de jazz dont il était un habitué, rue Monsieur-le-Prince. Il croise Paul Bayzelon, 26 ans, fonctionnaire au ministère des Finances, qui rentre chez lui, au numéro 20. Paul Bayzelon lui ouvre la porte du hall. Tous deux viennent d'entrer quand un des policiers parvient à se glisser à l'intérieur lui aussi et ouvre à ses deux collègues. Selon le témoignage de Paul Bayzelon, les trois policiers rouent de coups de pied et de matraque, dans le ventre et dans le dos, Malik Oussekine, tombé à terre, qui leur dit pourtant qu'il n'a rien fait,.
Paul Bayzelon essaie de venir en aide au jeune mais il reçoit, lui aussi, des coups de matraque. Il déclare dès le week-end à la télévision que les policiers « se sont précipités sur le type réfugié au fond et l'ont frappé avec une violence incroyable. Il est tombé, ils ont continué à frapper à coups de matraque et de pied dans le ventre et dans le dos ».
Un autre témoin « décrira des taches de sang sur les murs et des éclats de verre des plaques de boîte à lettres — brisées », tandis que le patron de l'hôtel Stella fait part de policiers « dans un état incroyable [...] hurlant des ordres comme à la guerre ». Selon Christopher Hawkins, qui a tout vu depuis sa chambre de l'hôtel Saint-Paul, les policiers « l'ont projeté à plusieurs mètres et il s'est à nouveau réfugié dans le même immeuble ».
Dix minutes plus tard, le SAMU, arrive et apporte les premiers soins, puis transporte Malik Oussekine en réanimation aux urgences chirurgie à l'hôpital Cochin, où il est déclaré officiellement décédé à 3 h 20.
La victime est en réalité décédée dès minuit dans le hall de l'immeuble, révèle 4 jours plus tard le rapport du médecin régulateur du SAMU. Le jeune homme est malgré tout transporté à l'hôpital pour éviter tout incident. Cette information sera divulguée par l'avocat de la famille de Malik Oussékine, Georges Kiejman, le 9 décembre, à la veille de l'annonce de la deuxième vague de marches silencieuses.
Selon les médecins, l'étudiant souffrait d'une insuffisance rénale qui induisait une certaine faiblesse physique, ce qu'annonce à la presse le procureur de la République de Paris, Michel Jeol. Le seul document trouvé sur lui par le SAMU est une carte de l'Association sportive de l'Université de Dauphine, près de laquelle il louait une petite chambre et qui mentionne son âge.

## Les conséquences immédiates

### L'audition au ministère et la marche silencieuse du lendemain

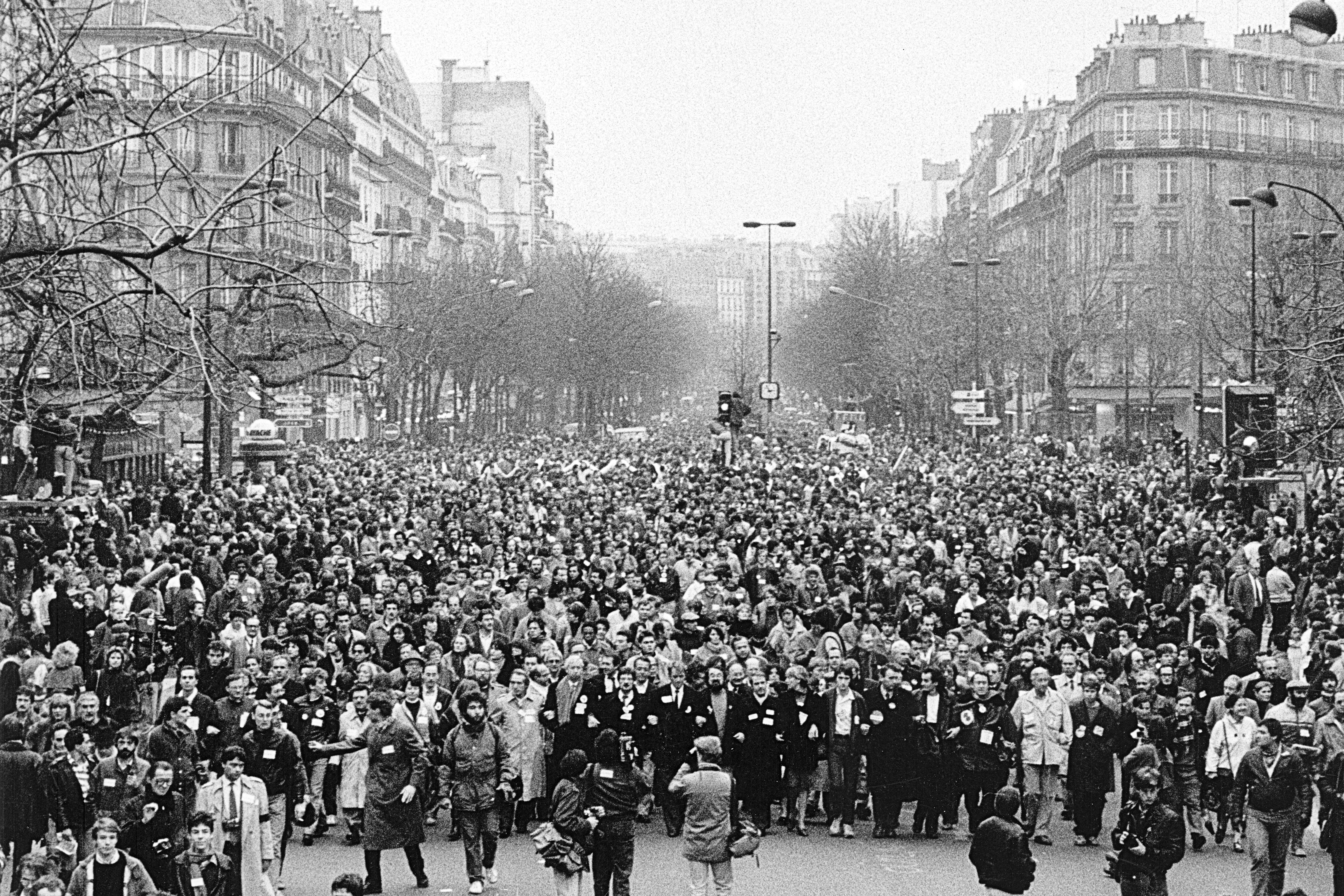
Marche silencieuse à Paris à la suite de la mort de Malik Oussekine frappé par la police.

Dès le lendemain, en début d'après-midi le samedi, une marche silencieuse et pacifique traverse Paris, organisée par le « comité de grève de Dauphine », en mémoire de Malik Oussekine,. Parmi les plusieurs milliers de personnes manifestant silencieusement, une jeune fille tient une pancarte en carton disant « 160 blessés dont 6 grièvement, il vous fallait un mort, Pasqua-Monory assassins », le nom de Devaquet ayant déjà disparu. La télévision couvre la marche et l'un des témoins oculaires du meurtre, celui qui avait ouvert sa porte à la victime, est interrogé au journal télévisé dès le week-end. La marche part de la Sorbonne et va jusqu'à l'hôpital Cochin, dans le 14e arrondissement de Paris, puis jusqu'à la place d'Italie, sans banderoles ni incidents, mais avec des bouquets de fleurs blanches.
Après la dispersion, de sérieux affrontements ont lieu pendant une partie de la nuit entre les forces de l'ordre et des groupes incontrôlés, 2 km plus loin au Quartier latin : voitures renversées, barricades enflammées et vitrines vandalisées sur la Place Saint-Michel devant le pont tenu par les forces de l'ordre,.
Tout le week-end, les bouquets de fleurs s'amoncellent devant le hall d'immeuble où le jeune homme a été frappé à mort vendredi soir.
Le samedi matin, Jean-Louis Bianco, secrétaire général de l'Élysée, avait réussi à joindre Jean-Christophe Cambadélis, ex-président de l'UNEF ID, qui a tenté de réunir le bureau national de l'UNEF-ID puis « trouvé un moyen de contacter les responsables du comité de grève de Dauphine » pour leur signaler que la victime étudiait à Dauphine. Il est décidé qu'il appartient à ces derniers de réagir. Ils organisent une marche silencieuse et pacifique pour l'après-midi même.
À la fin de cette même matinée du samedi, trois personnes sont reçues par Robert Pandraud, place Beauvau  : Harlem Désir, président de SOS-Racisme, Philippe Darriulat, président de l'UNEF-ID et Emmanuel Faux, l'un des militants du comité de grève de Dauphine. Le ministre prend un engagement qui sera tenu : il n'y aura aucun policier visible lors de la manifestation du jour. Dans une dépêche AFP de 12H56, Harlem Désir déclare « nous avons des témoignages sur les faits et c'est un véritable passage à tabac par des forces de l'ordre qui étaient dans un état de surexcitation incroyable » et qui « ont littéralement massacré un étudiant de Dauphine ».
Ce même samedi 6 décembre, Alain Devaquet, choqué par la violence policière, démissionne,. Il explique plus tard dans un livre avoir écrit sa lettre de démission la veille, René Monory ayant déjà repris le dossier la veille. Devaquet s'en va. Son projet reste (...) les étudiants auraient sans doute préféré le contraire, observera la Commission d'enquête.
Dans l'après-midi, Robert Pandraud, déclare au journal Le Monde, qui paraîtra en début de semaine suivante que « la mort d'un jeune homme est toujours regrettable, mais je suis père de famille, et si j'avais un fils sous dialyse, je l'empêcherais de faire le con dans la nuit », ce qui déclenche dès le lundi suivant une avalanche de réactions de colère.
Le premier ministre Jacques Chirac était annoncé de retour de Londres, pour la célébration de la « fête » des dix ans du RPR, dans la journée de dimanche à La Défense, mais il rentre précipitamment plus tôt pour un entretien avec François Mitterrand, qui déclare le dimanche que « la cohésion nationale doit passer avant toute chose ». « Je donnerai tort, et le pays avec moi, à quiconque usera de la violence » souligne le président de la République. Jacques Chirac se déclare ouvert à toute forme de dialogue.
Le dimanche au petit matin, la Coordination nationale étudiante, réunie à l'université de Jussieu, s'est mise d'accord pour une journée de deuil le lundi et une grève générale le mercredi 10 décembre. La CGT se joint à cet appel le dimanche à la mi-journée. La FEN et la CFDT font de même peu après.

### Lundi8 décembre: la démission de Devaquet acceptée, le projet de loi retiré
Le lundi 8 décembre, des manifestations s'improvisent dans plusieurs villes de France. À Tours, à l’appel de la CGT, à 11 h 15, des fleurs sont déposées par plus d’un millier de personnes devant les grilles de la préfecture, principalement des salariés accompagnés d’une délégation de lycéens et d’étudiants.
Le Premier ministre Jacques Chirac annonce qu'il accepte la démission présentée le samedi par son ministre des universités Alain Devaquet et confirme le retrait du projet de loi Devaquet. De son côté, René Monory annonce l’abandon des réformes concernant les lycées.
Le mardi 9 décembre, devant les groupes RPR et UDF de l'Assemblée nationale, Jacques Chirac annonce renoncer à la session extraordinaire du Parlement prévue en janvier. Des textes importants comme la réforme du code de nationalité ou la création de prisons privées sont ainsi renvoyés à la session d'avril. En fin d'après-midi, François Mitterrand, invité de l'émission Découvertes sur Europe 1, s'en félicite et apporte son soutien aux manifestations étudiantes en ajoutant que le retrait du projet de loi Devaquet a été un « acte de sagesse ».

### Les autres marches silencieuses, le10 décembre
D'autres marches silencieuses ont lieu le mercredi 10 décembre, de Denfert-Rochereau à la Nation pour Paris, et dans 36 villes de France. Le service d'ordre étudiant est renforcé par celui des syndicats de salariés et par un regroupement de médecins, avocats, magistrats portant des casques blancs, venus pour témoigner.
Avant le décès de Malik Oussekine, la date du 10 décembre était déjà prévue par la coordination nationale des étudiants pour une journée de manifestation et de grève. Mais le 9 décembre, devant les caméras de télévision, son porte-parole David Assouline annonce que « le bureau de la coordination a décidé de maintenir (la manifestation du lendemain) » et que s'il l'a fait, « c'est pour exprimer dans le plus grand calme, plus jamais cela (...) plus jamais de morts et blessés ».
Et « c'est apparemment le choix de ce slogan qui a fait basculer la décision de la FEN et de la CFDT de participer aux manifestations du 10 décembre », même après le retrait du projet de loi Devaquet, explique alors le journaliste de France 2, avec à l'appui une interview du président de la FEN Jacques Pommatau.

### L'hésitation des syndicats de salariés
Les syndicats de salariés avaient entre-temps appelé aussi à manifester puis retiré cet appel, concernant la FEN et la CFDT, après le retrait du projet de loi, avant de le réitérer mardi soir lorsque le slogan pacifiste est affiché par la coordination nationale.
Tous les syndicats de salariés participent aux marches silencieuses, qui sont finalement organisées à la mémoire de Malik Oussekine mais aussi d'Abdel Benyahia, un Algérien de 20 ans tué par un policier ivre dans un café le 5 décembre.

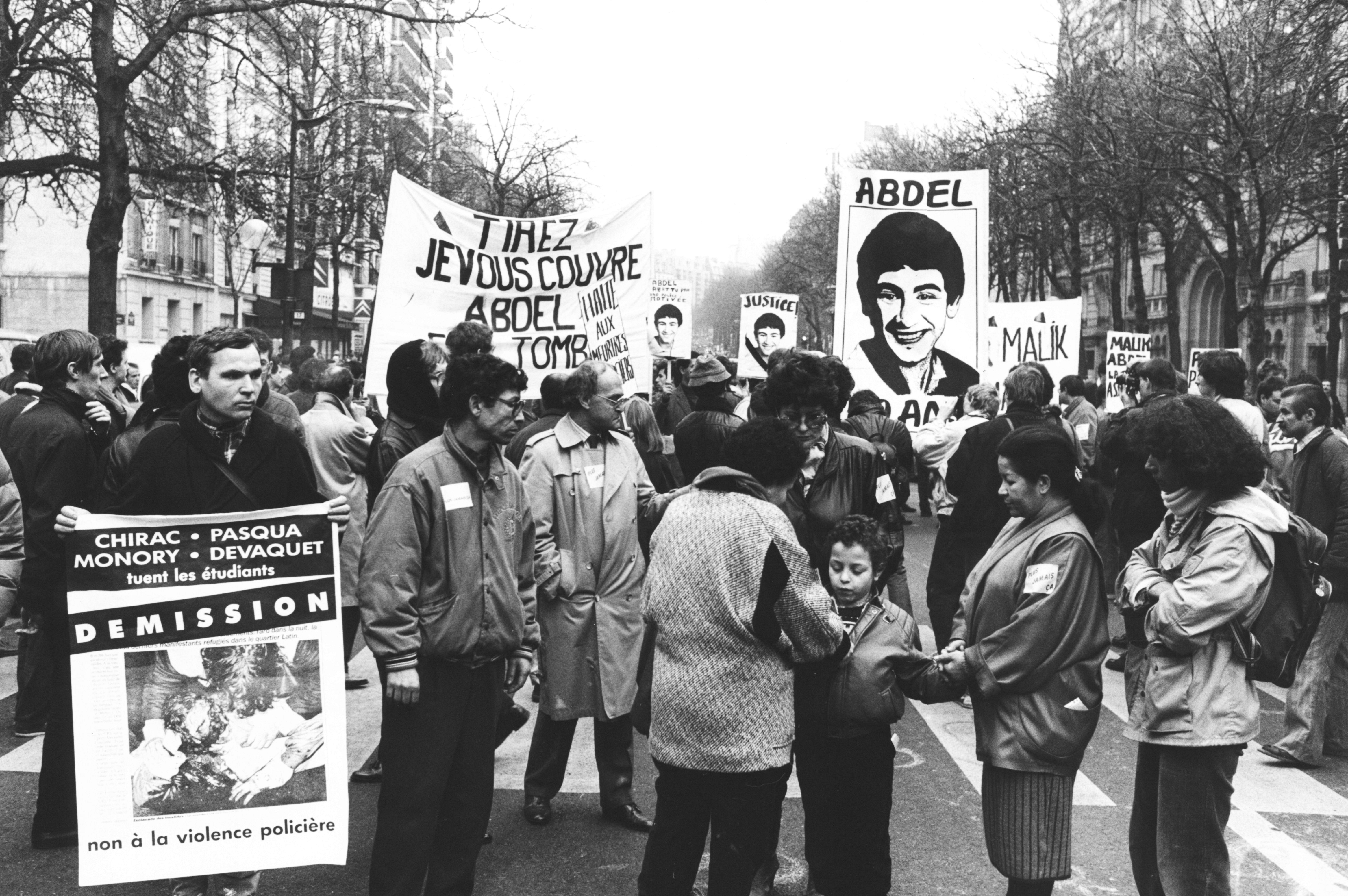
Manifestation à Paris contre les violences policières à la suite de la mort de Malik Oussekine et d'Abdel Benyahia.

À Paris, la manifestation rassemble 600 000 personnes selon les organisateurs et 126 000 selon le ministère de l'Intérieur. Des manifestations silencieuses sont organisées dans 36 villes de France, rassemblant 200 000 personnes selon l'AFP.
Sur le passage des manifestants, un tag est écrit sur un mur en deux mots : « Trop tard ».
Malik Oussekine est enterré au cimetière du Père-Lachaise, ce même jour du 10 décembre 1986.
Peu après, le bataillon des voltigeurs motocyclistes de la police est dissous.

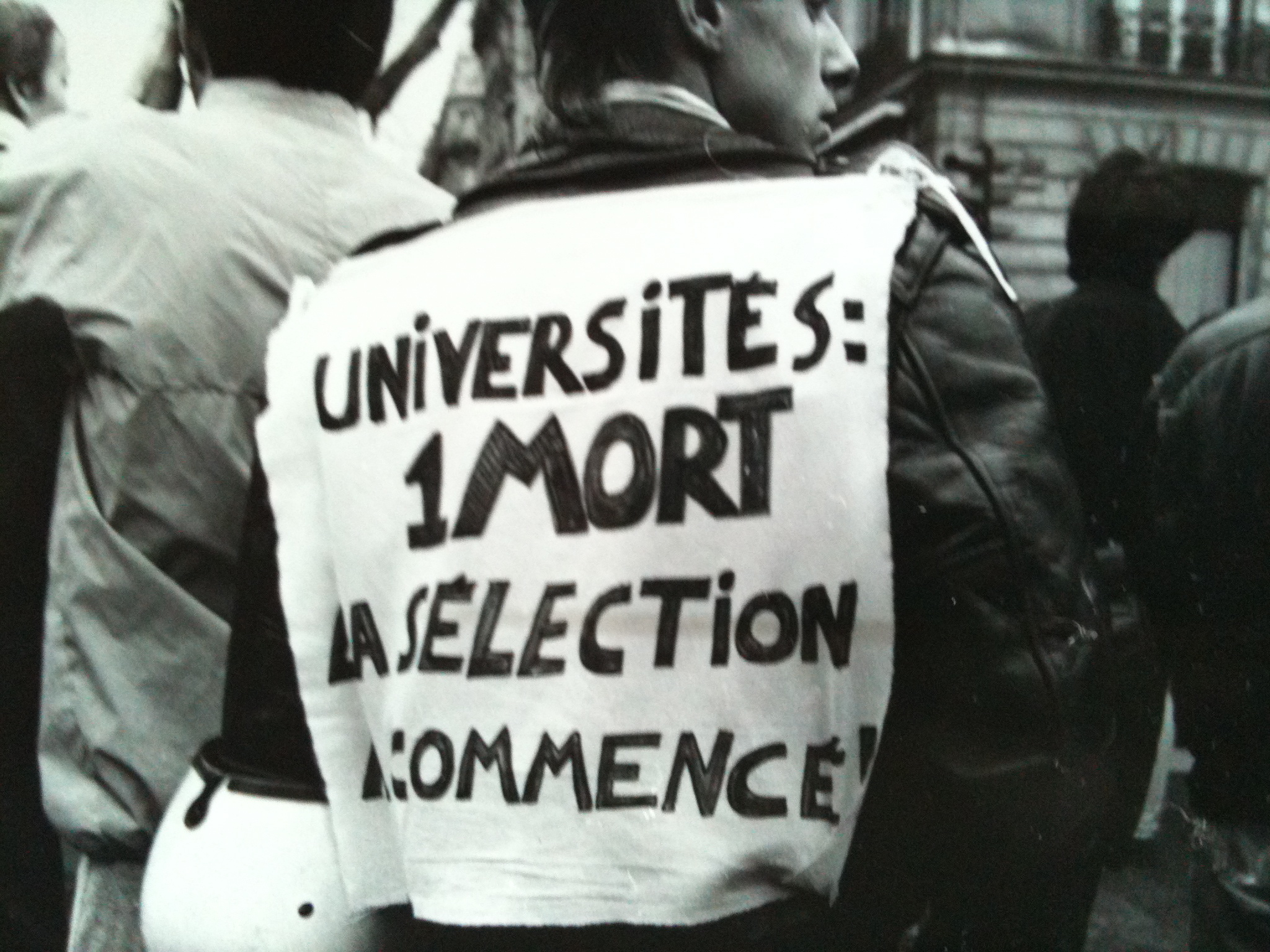
Manifestation du 7 décembre 1986.

## Controverses

### Déclaration de Robert Pandraud
Le ministre de l’Intérieur Charles Pasqua et le ministre délégué chargé de la Sécurité Robert Pandraud suscitent alors une controverse en ne condamnant pas l’action de la police. Dans un entretien au journal Le Monde, Robert Pandraud déclare : « La mort d'un jeune homme est toujours regrettable, mais je suis père de famille, et si j'avais un fils sous dialyse je l'empêcherais de faire le con dans la nuit ».

### Lien avec la présidentielle 1988, selon Charles Pasqua et  Franz-Olivier Giesbert
Pour le journal Le Parisien qui a publié un article sur cette affaire, le 5 décembre 2016, la mort de Malik Oussekine aura laissé des traces visibles en politique ainsi que dans les rangs de la police et  Charles Pasqua, ministre de l'intérieur au moment des faits ira même jusqu'à dire que les choix de Jacques Chirac et de son gouvernement dans cette affaire lui ont coûté l'élection présidentielle en 1988.
En Mars 2006, le journaliste Franz-Olivier Giesbert qui a publié "La tragédie du président", décrit Jacques Chirac comme particulièrement sensible aux mouvements de la jeunesse depuis l'affaire Malik Oussekine et il pense également que cette affaire lui a coûté l'élection présidentielle de 1988.

## L'enquête de la justice et la condamnation
Le brigadier-chef Jean Schmitt (53 ans) et le gardien de la paix Christophe Garcia (23 ans), les deux voltigeurs directement impliqués dans sa mort, sont jugés aux Assises pour « coups et blessures ayant entraîné la mort sans intention de la donner ».
Alors que l'avocat général demandait cinq ans de prison dont trois fermes, ils sont condamnés le 27 janvier 1990 à une peine symbolique : respectivement cinq et deux ans de prison avec sursis. Les deux policiers échappent donc à la prison, alors même qu'ils étaient restés libres durant les trois années qui avaient précédé le procès. Le journal belge Le Soir écrit : « comme cette condamnation "de principe" paraît dérisoire en regard de ce qui s'est passé ! ».
« Après la parodie de procès [...], je me suis rendu compte que, dans ce pays qui est le mien, où je suis née, je serai toujours une citoyenne de deuxième zone », déclare bien plus tard la sœur de la victime.

## Hommages

### Les noms d'amphithéâtres et de rues
Des amphithéâtres (de l'université de Rennes 2, de l'université de Nice Sophia-Antipolis et de l'université Pierre-et-Marie-Curie à Jussieu) portent le nom de Malik Oussekine.
Plusieurs rues et artères portent son nom :
- Rue Malik-Oussekine, Carhaix-Plouguer, Finistère, Bretagne
- Rue Malik-Oussekine, Plougonven, Finistère, Bretagne
- Rue Malik-Oussekine, Billy-Montigny, Pas-de-Calais, Hauts-de-France
- Rue Malik-Oussekine, Parc naturel régional Scarpe-Escaut, Fresnes-sur-Escaut, Nord, Hauts-de-France
- Rue Malik-Oussekine, Givors, Rhône, Auvergne-Rhône-Alpes
- Rue Malik-Oussekine, Varennes-sur-Seine, Seine-et-Marne, Île-de-France
- Place Malik-Oussekine, Ivry-sur-Seine, Val-de-Marne, Île-de-France
- Place Malik-Oussekine, Vitry-sur-Seine, Val-de-Marne, Île-de-France
- Salle Malik-Oussekine, Auchel, Pas-de-Calais, Hauts-de-France

### La plaque commémorative contestée
Le 6 décembre 2006, une plaque commémorative est posée sur les lieux du drame, en présence de Sarah Nassera, la sœur de Malik Oussekine, du président de SOS Racisme Dominique Sopo et du maire de Paris, Bertrand Delanoë :

« À la mémoire de Malik Oussekine / étudiant / âgé de 22 ans / frappé à mort / lors de la manifestation / du 6 décembre 1986 »

Le philosophe et sociologue Geoffroy de Lagasnerie déplore un texte ne précisant pas que le décès a été causé par deux policiers, qui ont été condamnés en justice pour leurs actes.
Le texte est par ailleurs erroné. Aucune manifestation ne se déroulait lors des faits, le 5 décembre avant minuit. La précédente manifestation remontait au 4 décembre et pas au 6 décembre.
Dominique Sopo et Sarah Nassera rappellent qu'il est « un peu étrange » que la plaque « soit fichée dans le trottoir ». David Assouline et Sandrine Mazetier, élus de Paris, prétendent que « c’est encore plus fort » de l'avoir au sol. Pour l'apposer dans la façade de l'immeuble, « les délais étaient trop courts pour convoquer une AG » de la copropriété, explique cette dernière, questionnée par LCI.
La cérémonie de la pose de la plaque apparaît dans le documentaire Quand la France s'embrase (2008) de Christophe Bouquet et David Dufresne.

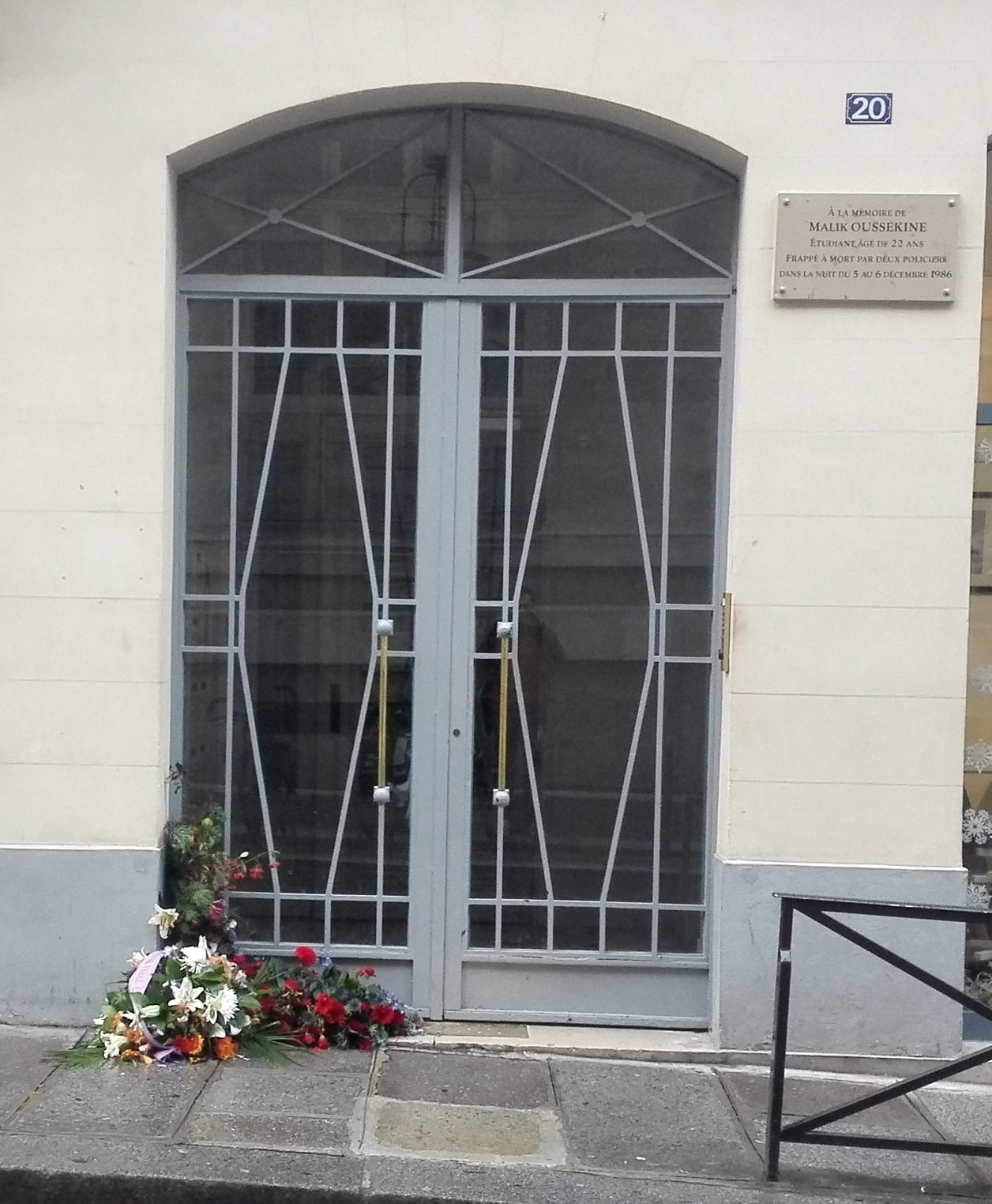
Le 20 rue Monsieur-le-Prince quelques jours après l'apposition de la nouvelle plaque.

Le 6 décembre 2023, une nouvelle plaque commémorative est apposée au mur du 20 rue Monsieur le Prince. Son texte corrige la plaque initiale :
À la mémoire de / Malik Oussekine / étudiant âgé de 22 ans / frappé à mort par deux policiers / dans la nuit du 5 au 6 décembre 1986

### Les artistes évoquant le décès de Malik Oussekine

#### Dans les arts
L'artiste Noël Dolla peint trois grands portraits abstraits de Malik Oussekine à la peinture à l'huile le lendemain de sa mort et les date du 7 décembre 1986.

#### Dans la musique
Barbara rend hommage aux manifestations qui suivent dans sa chanson Les Enfants de Novembre : « Ils sont venus pour Un, tombé sous la violence ».
Puppa Leslie, dans son introduction de la chanson Tout tout tout, rend hommage à Malik Oussekine et aussi dans le titre plus jamais ça.
Renaud évoque la mort de Malik Oussekine dans la chanson Petite issue de l'album Putain de camion en 1988, ainsi que celles d'Abdel Benyahia et William Normand, tous victimes de brutalités policières en 1986.
Le groupe de rock alternatif Raymonde et les Blancs-Becs rend hommage à Malik Oussekine dans un passage de son morceau Attention la tension, sur son deuxième album, Tout le monde à l'usine, sorti en 1994.
Le groupe de rap Assassin lui a rendu hommage dans sa contribution à la bande originale du film La Haine (La Haine, musiques inspirées du film) avec la chanson L’État assassine (12 mai 1995).
Le rappeur Kery James parle de son décès dans son morceau Hardcore (12 décembre 1998).
En 2000, le groupe Les Tit' Nassels enregistre une chanson intitulée Un homme est mort ce matin, issue de l'album Et hep !.
Le groupe de punk Bérurier noir (Même pas mort) rappelle sa mort dans la chanson En pensant (17 novembre 2003).
Le chanteur kabyle Akli D lui a rendu hommage, dans le morceau Malik tiré de l'album Ma Yela (2006).
Le chanteur Abd al Malik lui rend aussi hommage, dans le morceau qu'il lui dédie Lorsqu'ils essayèrent, sur son album Dante (4 novembre 2008).
Le groupe Mickey 3D mentionne également l'affaire dans la chanson 1988 sur l'album La Grande Évasion (21 septembre 2009).
Le rappeur Dooz Kawa mentionne Malik Oussekine dans sa chanson Palimpseste.
Le chanteur français Damien Saez évoque Malik Oussekine dans le morceau humaniste Mandela, sur l’album Le Manifeste 2016-2019 : Ni dieu ni maître en 2019.
Le rappeur Lacraps évoque aussi Malik Oussekine dans son morceau Poignée de punchline 2.0, sur son album Les preuves du temps (2016).
Le chanteur français Romain Humeau évoque Malik Oussekine dans le morceau Paris, sur l’album Mousquetaire #1 en 2016.
Le groupe de rap français Svinkels évoque également Malik Oussekine "tombé sous les coups de leurs matraques" dans la chanson Démons issue de l'album Rechute paru en 2021.

#### Dans les œuvres audiovisuelles
Le film parodique Derrick contre Superman de Michel Hazanavicius fait référence à Malik Oussekine comme raison pour laquelle Hutch se désiste et démissionne de la police.
Dans le film La Haine de Mathieu Kassovitz, Vinz fait allusion à Malik Oussekine lors de sa dispute avec Hubert dans les toilettes. Le générique de début fait également référence à cette affaire à travers le choix des images d'archives utilisées. Toutefois, le scénario s'inspire plutôt de l'affaire Makomé M'Bowolé.
En 2014 dans l'intrigue principale de la série télévisée, Plus belle la vie, relative à l'amnésie d'Elisabeth Nebout, la mort de Malik Oussekine est rappelée dans ses souvenirs renaissants. Mais elle a été avancée dans le scénario, par erreur, au mois de septembre 1986.  
Annoncée en février 2021 par Disney+, la mini-série Oussekine évoquant l'affaire, réalisée par Antoine Chevrollier (Le Bureau des légendes, Baron noir), est diffusée en mai 2022,.
En 2021 est annoncée la production d'un film intitulé Nos frangins réalisé par Rachid Bouchareb, co-produit par France 2 Cinéma pour une sortie en 2022. Il est projeté au Festival de Cannes 2022.

#### Dans la littérature
Le roman de Didier Castino, œuvre de fiction, intitulé Rue Monsieur-le-Prince paru en 2017 aux Éditions Liana Levi, met en scène la période de manifestations et le décès de Malik Oussekine.
Dans sa nouvelle, Les Voltigeurs, extrait de Nouvelles du temps présent  (ISBN 9782332462053) paru en 2012 aux éditions Edilivre-Aparis, Renaud de Montlibert retrace dans sa fiction la manifestation du 6 décembre 1986 ainsi que la mort de Malik Oussekine[réf. nécessaire].
Sur un scénario de Laurent-Frédéric Bollée, Jeanne Puchol illustre Contrecoups - Malik Oussekine (Casterman, coll. Écritures, 2016) qui narre la mort de Malik Oussekine.
Dans son roman Dernière Sommation, paru en 2019 aux éditions Grasset, David Dufresne revient à de multiples reprises sur la mort de Malik Oussekine.

## Filmographie
- Rachid Bouchareb, Nos frangins, 2022, 92 min.
- Antoine Chevrollier, Oussekine, 2022, série 4x52 min.